# Fontana dei Quattro Fiumi
Fontana dei Quattro Fiumi ("De fire floders fontæne", "Fireflodsfontænen") er en fontæne på Piazza Navona i Rom, Italien.
Fontænen blev bestilt af pave Innocens 10. i 1648 og stod færdig i 1651. Den er et samarbejde af den italienske billedhugger Giovanni Lorenzo Bernini og flere af hans lærlinge og medhjælpere. Bernini formgav fontænens udseende og udførte blandt andet selve klippeformationen og nogle mindre figurer, men overlod skulpturerne af de fire flodguder til sine elever. Således blev Donau udført af Antonio Raggi, Nilen af Giacomo Fancelli, Ganges af Claude Poussin og Río de la Plata af Francesco Baratta.

## Historie
Oprindeligt var projektet tilegnet Borromini, men gik i sidste ende til Bernini. Under pave Gregor 13. var tre springvand blevet bygget på Piazza Navona af hensyn til frugt- og grøntsagsmarkedet (der i 1869 blev flyttet til Campo de' Fiori). Det var Innocens 10.s tanke at udsmykke fontænen i pladsens midte til jubelåret 1650. Bernini blev ikke indbudt til at komme med forslag, da Innocens 10. fandt ham for nært knyttet til den forrige pave, Urban 8.; og dertil kom uheldet med Peterskirkens klokketårn, som Bernini havde tegnet, men som var for tungt til, at fundamentet kunne bære det, og måtte nedrives for hans regning. Episoden havde nær kostet Bernini hans gode navn; men hans nære ven, prins Niccolò Ludovisi, gift med Innocens’ niece, fik overtalt Bernini til alligevel at udarbejde en model af springvandet, sådan som han tænkte sig det, og fik det derefter hemmeligt installeret i et værelse i Palazzo Pamphilj, som paven var nødt til at passere. Innocens 10. blev grebet af begejstring ved synet og skal have have sagt, at "den, der ikke ønsker at bruge Berninis arbejder, må sørge for ikke at se dem."
Fireflodsfontænen anses i dag som et mesterværk, også som ingeniørarbejde betragtet; for mange mente, at den porøse frådsten ikke kunne bære vægten af obelisken, så man ville se en kollaps af samme art, som da klokketårnet brød sammen.

## Figurerne
Fireflodsfontænen er et af Berninis mest berømte kunstværker, og blev påbegyndt lige efter trediveårskrigens slutning i 1648, da obelisken blev hentet fra Maxentius’ cirkus ved Via Appia. Paven var meget utilfreds med udfaldet af trediveårskrigen, som protestanterne var kommet heldigst fra; og fontænen skulle nu tjene som symbol for hans fortsatte suverænitet, så øverst på obelisken knejser Pamphilj-familiens våben, en due med en olivenkvist i næbbet. Underlagt denne ses de fire verdenshjørner, symboliseret af verdens fire store floder. Figuren, der holder sin hånd op mod S. Agnese, er Río de la Plata; kaktussen og guldmønterne omkring figuren er sikre kendetegn for Amerika (Figenkaktus, som i dag vokser vildt omkring Middelhavet, kom til Europa med Columbus; det var den gang alment kendt.). Ganges symboliserer Asien, vist ved en lang åre, der repræsenterer trafikken på Ganges. Donau repræsenterer Europa, og strækker en hånd henimod pavens skjold for at vise Europas fortsatte støtte til paven, som trediveårskrigens udfald nok kunne rejse tvivl om.
Kirken gennemgik på denne tid også uro indad, og Bernini smigrede Jesuiterordenen med Fireflodsfontænen som en hyldest til deres missionsprojekter i Sydamerika, Afrika, Asien og Ungarn, så fontænen blev en art reklame for kirkens verdensomspændende virksomhed. Hesten er tilknyttet Ungarn, og er et portræt af den berømte Montedoro, tilhørende rytteren Francesco Cecchini. Palmen, klipperne og planterne var oprindeligt farvelagt.
Afrika repræsenteres af Nilen, som har ansigtet tildækket, for – ved et ordspil på latin - at vise, at caput Nilonis (= Nilens hoved, dvs. Nilens udspring) den gang var ukendt. Det henviser også til Afrikas uvidenhed om kristendommens lys; Afrika henlå stadig i, hvad kirken anså som et hedensk mørke.
Iblandt fortælles, at figuren "Amerika" nærmest S. Agnesekirken holder en hånd op mod rivalen Borrominis kirkefacade for at beskytte sig mod synet. Det passer ikke, for fontænen stod færdig i 1651, to år før Borromini påbegyndte sit arbejde med kirken.
Når Bernini som gammel kørte over Piazza Navona i sin vogn, trak han gardinerne for. Han syntes ikke om resultatet. Sandsynligvis fortrød han flodgudernes teatralske gebærder.
Romerne var heller ikke begejstrede, og følgende ord stod skrevet på en seddel, fæstet til den "talende statue" Pasquino:
Noi volemo altro che guglie e fontane.
Pane volemo: pane, pane, pane!
(= Vi behøver noget andet end spir og springvand.
Brød vil vi have: Brød, brød, brød!)
Prisen for fontænen kom på 29.000 scudi, som paven fremskaffede ved at beskatte blandt andet brød. Det ramte almuen hårdt, og skrevne protester blev fæstet til stykkerne af Domitians obelisk, mens de lå i gaderne undervejs fra Via Appia. Inspireret af Bibelen lød det: "Gud, om blot disse stene kunne blive til brød!" Paven fik skribenter af denne type arresteret, og han hyrede mænd til at patruljere Piazza Navona og gribe ind mod demonstranter. Torvhandlerne skal også have protesteret mod fontænen, angiveligt fordi den distraherede folk fra piazzaens egen skønhed; dermed blev også de jaget væk fra pladsen af pavens politi.
I 1700-tallet og frem til 1867 stoppede man i den varmeste sommertid Fireflodsfontænens afløb til, og lod Piazza Navona oversvømmes. Piazzaen blev derved omdannet til en indsø, hvor heste og vogne kørte omkring, mens folk vadede til knæs i det kølende vand. Berlioz var i Rom under karnevallet og oplevede piazzaen sat under vand, men brød sig ikke om, at folk ifølge ham benyttede vandet som et toilet.

## Obelisken
Obelisken, der kroner Fireflodsfontænen, er den eneste obelisk, romerne ikke har stjålet fra Egypten. Den er et bestillingsværk af kejser Domitian, hvor romerske håndværkere har indhugget en hyldest til Domitian og hans guddommeliggjorte far Vespasian og bror, kejser Titus. Kun obeliskens granit er egyptisk; den stammer fra Aswan. (Domitian var fascineret af alt egyptisk, og havde også betalt for genopbygningen af Isis-templet ved Pantheon, da det brændte ned i år 80.) Oprindelig stod obelisken, hvor den står nu, på Domitians stadion som i dag udgør Piazza Navona; men i 300-tallet blev den flyttet til Maxentius’ cirkus. Der lå den i ruiner, da antikvaren Poggio kom forbi i 1400-tallet. Innocens 10. fik de fem stumper samlet op i 1651, og bad Bernini om at få dem samlet og sat op på en sokkel foran hans familiepalads og slægtskirken S. Agnese in Agone på Piazza Navona. Men ingen kunne tyde obeliskens hieroglyffer før i 1820-årene, da man forstod, at de egyptiske tegn faktisk bekræftede, at obelisken – utroligt nok – var tilbage på det sted i Rom, hvor den oprindeligt stod opstillet.